# The Killer (2023)
The Killer is een Amerikaanse film uit 2023, geregisseerd door David Fincher en gebaseerd op de Franse stripreeks Le Tueur van Alexis “Matz” Nolent, met illustraties van Luc Jacamon.

## Verhaal
Een professionele huurmoordenaar die alleen bekend staat als "de Killer" houdt een Parijse hotelkamer in de gaten. Hij bereidt zich voor om een sluipschuttersgeweer te gebruiken om een doelwit te doden dat op een onbekend tijdstip in de hotelkamer zal inchecken. Terwijl hij op het doelwit wacht, eet hij, doet hij aan yoga, luistert hij naar muziek (uitsluitend The Smiths) en praat hij aan de telefoon met zijn begeleider, Edward "Eddie" Hodges, die advocaat is en zijn voormalige universitaire rechtenprofessor. Het doelwit arriveert met een dominatrix. De Killer schiet maar mist, waarbij hij per ongeluk de dominatrix neerschiet. Hij vlucht, ontwijkt de politie en gooit zijn apparatuur weg. Vervolgens vliegt hij naar de Verenigde Staten.
De Killer keert terug naar zijn schuilplaats in Punta Cana op de Dominicaanse Republiek en ontdekt dat er is ingebroken en dat zijn vriendin Magdala is aangevallen. Ze ligt op de intensive care van een ziekenhuis, terwijl haar broer Marcus over haar waakt. Hij zegt dat Magdala is ondervraagd en gemarteld door twee huurmoordenaars, maar dat ze erin is geslaagd om een van hen te verwonden en te ontsnappen. De Killer spoort Leo Rodríguez op, de taxichauffeur die de moordenaars naar het huis van de Killer reed. Leo identificeert een van de moordenaars, een sterke man met een mank been, bijgenaamd "de Bruut", en een vrouw die lijkt op een wattenstaafje, bekend als "de Expert". De Killer schiet Leo neer en probeert de twee moordenaars op te sporen.
De Killer reist naar Hodges' kantoor in New Orleans, Louisiana, en betreedt het gebouw vermomd als conciërge. Nadat hij Dolores, Hodges' secretaresse, heeft gedwongen haar baas en zichzelf in bedwang te houden, vernietigt de Killer hun elektronica. Terwijl Hodges probeert de Killer te laten vertrekken, schiet de Killer hem met een spijkerpistool in de borst om de namen van de huurmoordenaars uit hem te martelen. Hodges geeft de informatie echter niet prijs en sterft sneller dan de Killer had verwacht. Dolores biedt aan om de Killer de identiteit van de moordenaars te laten zien in haar papieren dossiers bij haar thuis, en vraagt in ruil daarvoor dat de Killer haar een niet-verdachte dood geeft zodat haar kinderen een levensverzekeringsuitkering kunnen claimen. Nadat hij de namen bij haar thuis heeft ontvangen, breekt de Killer zijn regel om geen empathie te tonen. Hij breekt de nek van Dolores en duwt haar van de trap af, waardoor haar dood op een ongeluk lijkt, zoals ze had gevraagd. Vervolgens ruimt hij Hodges' lichaam op.
De Killer rijdt naar Saint Petersburg, Florida, waar hij de Bruut confronteert, die hij herkent aan zijn mank been. 's Nachts breekt hij in bij de Bruut om hem te vermoorden, maar hij wordt verrast en aangevallen door hem. Er ontstaat een gevecht, waarbij de Bruut zich realiseert wie de Killer is voordat de Killer hem dodelijk neerschiet en zijn huis in brand steekt met een Molotovcocktail.
De Killer reist naar Beacon, New York, en confronteert de Expert in een gastronomisch restaurant. De Expert lijkt haar lot te accepteren en biedt aan om een "laatste avondmaal" van whisky met hem te delen, waarbij ze de motieven van de Killer in twijfel trekt. Ze verlaten het restaurant en gaan naar een park. De Expert lijkt een kleine trap bedekt met ijs af te glijden en vraagt aan de Killer om haar te helpen, maar de Killer schiet haar neer wat onthult dat ze een mes verborgen hield.
De Killer reist naar Chicago, Illinois, om miljardair-durfkapitalist Henderson "Clay" Claybourne te vermoorden, terwijl hij tijdens zijn vlucht bedenkt dat de politie meer interesse heeft in de dood van rijke mensen. Hij gebruikt gereedschap dat hij op Amazon heeft gekocht om Claybournes penthouse binnen te komen. De Killer blijft grotendeels stil als hij hem confronteert. Claybourne zegt dat hij geen persoonlijk probleem heeft met de Killer en dat hij, als eerste klant van een huurmoordenaar, akkoord is gegaan om Hodges te betalen voor "het schoonvegen van het spoor". De Killer spaart Claybourne, maar hij belooft hem een langzame dood als Claybourne hem ooit weer als doelwit kiest. De Killer keert terug naar de Dominicaanse Republiek en gaat naast een herstellende Magdala zitten.

## Rolverdeling
| Acteur             | Personage                   |
| ------------------ | --------------------------- |
| Michael Fassbender | De Killer                   |
| Tilda Swinton      | de Expert                   |
| Charles Parnell    | Edward "Eddie" Hodges       |
| Arliss Howard      | Henderson "Clay" Claybourne |
| Kerry O'Malley     | Dolores                     |
| Sala Baker         | de Bruut                    |
| Sophie Charlotte   | Magdala                     |
| Emiliano Pernía    | Marcus                      |
| Gabriel Polanco    | Leo Rodríguez               |
| Monique Ganderton  | dominatrix                  |

## Productie
In november 2007 werd gemeld dat David Fincher een bewerking van het Franse stripboek  Le tueur (The Killer) zou regisseren, waarbij Allesandro Camon het script zou schrijven, Brad Pitts Plan B Entertainment zou produceren en Paramount Pictures zou distribueren. In februari 2021 had Fincher het project naar Netflix overgebracht, waar hij een algemene deal had getekend, waarbij Andrew Kevin Walker nu het script schreef en Michael Fassbender de hoofdrol zou spelen. In juni werd gemeld dat Fincher van plan was om in november 2021 in Parijs te beginnen met filmen, met cameraman Erik Messerschmidt. Tilda Swinton voegde zich in oktober 2021 bij de cast. In maart 2022 werd er ook tien dagen gefilmd in St. Charles (Illinois).

### Release en ontvangst
The Killer ging op 3 september 2023 in première in de officiële competitie van het Filmfestival van Venetië. De film kreeg overwegend positieve kritieken van de filmcritici, met een score van 84% op Rotten Tomatoes, gebaseerd op 31 beoordelingen.

## Prijzen en nominaties
De belangrijkste:
| Jaar | Prijs                    | Categorie                                     | Genomineerde(n)              | Uitslag     |
| ---- | ------------------------ | --------------------------------------------- | ---------------------------- | ----------- |
| 2023 | Filmfestival van Venetië | Gouden Leeuw                                  | David Fincher                | Genomineerd |
| 2023 | Filmfestival van Venetië | Premio Soundtrack Stars Award Special Mention | Trent Reznor en Atticus Ross | Gewonnen    |

## Trivia
- De Killer gebruikt volgende aliassen tijdens de film:
  - Felix Unger (personage uit The Odd Couple (1970))
  - Archibald Bunker (personage uit All in the Family (1971))
  - Oscar Madison (personage uit The Odd Couple (1970))
  - Howard Cunningham (personage uit Happy Days (1974))
  - Reuben Kincaid (personage uit The Partridge Family (1970))
  - Lou Grant (personage uit Lou Grant (1977))
  - Sam Malone (personage uit Cheers (1982))
  - George Jefferson (personage uit The Jeffersons (1975))
  - Robert Hartley (personage uit The Bob Newhart Show (1972))